# ليون ليسيك
ليون ليسيك (بالإنجليزية: Leon Lissek)‏ هو ممثل أسترالي، ولد في 1939 في أستراليا.

## وصلات خارجية
- ليون ليسيك على موقع IMDb (الإنجليزية)
- ليون ليسيك على موقع ميوزك برينز (الإنجليزية)
- ليون ليسيك على موقع قاعدة بيانات برودواي على الإنترنت (الإنجليزية)
- ليون ليسيك على موقع قاعدة بيانات الفيلم (الإنجليزية)